# Smaroides phaedima
Smaroides phaedima är en insektsart som beskrevs av Ronald Gordon Fennah 1988. Smaroides phaedima ingår i släktet Smaroides och familjen sporrstritar. Inga underarter finns listade i Catalogue of Life.